# Katrina Werry
Katrina Werry (Melbourne, 10 de octubre de 1993) es una deportista australiana que compite en remo.
Ganó cuatro medallas en el Campeonato Mundial de Remo entre los años 2017 y 2022. Participó en los Juegos Olímpicos de Tokio 2020, ocupando el quinto lugar en la prueba de ocho con timonel.

## Palmarés internacional
| Campeonato Mundial | Campeonato Mundial        | Campeonato Mundial | Campeonato Mundial |
| Año                | Lugar                     | Medalla            | Prueba             |
| ------------------ | ------------------------- | ------------------ | ------------------ |
| 2017               | Sarasota (Estados Unidos) | Medalla de oro     | Cuatro sin timonel |
| 2018               | Plovdiv (Bulgaria)        | Medalla de plata   | Cuatro sin timonel |
| 2019               | Ottensheim (Austria)      | Medalla de oro     | Cuatro sin timonel |
| 2022               | Račice (República Checa)  | Medalla de bronce  | Cuatro sin timonel |